# 세실 셰리던
세실 셰리던(Cecil Sheridan, 1910년 12월 21일 ~ 1980년 1월 4일)은 아일랜드의 희극배우이자 연극배우이며 영화배우이다. 40년 동안 아일랜드와 영국에서 다양한 무대에 오르며 판토마임과 쇼를 진행했고 몇 편의 영화에도 출연했다.

## 생애
세실 셰리던은 1910년 12월 21일 더블린에서 소파 천갈이를 한 동명의 세실 셰리던과 어머니 캐더린 벅클리(Catherine Buckley) 사이에서 1남 2녀 중 막내로 태어났다. 어머니 캐더린은 그가 6살 때 폐결핵으로 일찍 세상을 떴고, 그와 그의 손위 누이 캐슬린(Kathleen)과 에델(Ethel(Sherry))은 아버지 손에서 자랐다.:158~159 그는 싱스트리트 CBS(Synge Street CBS)에서 교육을 받았다. 평생 말더듬을 앓았고, 그것을 치료하려고 대중 앞에 설 기회를 찾다가 배우가 되었다. 20세 때 장기자랑에 나가 100 파운드를 따내면서 무대에 데뷔했다. 하지만 여전히 아버지를 도와 소파 천갈이 일을 계속했고, 27세 되던 1937년에 다른 장기자랑에서 또 수상을 하면서 직업으로 배우 활동을 시작했다. 자기를 웃게 만든다고 세실의 프로포즈에 응한 낸 도일(Nan Doyle)은 1978년에 세실보다 2년 일찍 먼저 세상을 떠났다. 말년에 세실은 총각 때 버렸던 카톨릭 신앙을 되찾게 해준 사람이 바로 자기 아내라고 회고했다. 세실과 낸은 두 딸 앤(Ann)과 바바라(Barbara)와 유명한 미술가이자 교육자며 문화행정가가 된 아들 노엘을 두었다. 세실은 1980년 1월 4일 69세로 세상을 떴다. 더블린의 마운트 제럼 공원묘지(Mount Jerome Cemetery)에 묻혀 있다.

## 활동
노엘 셰리던은 시사 풍자극(revue)과 판토마임을 포함 다양한 종류의 쇼에 출연하며 19세기 후반에서 20세기 초 더블린에서 유행한 노래·춤·곡예·촌극 등 다양한 볼거리로 꾸며진 공연(vaudeville) 계에서 활발히 활동했다. 텔레비전으로 넘어가는 시대에도 끝까지 활동을 계속하며 '뮤직홀'의 정신을 지켰다.
1940년부터 더블린에 위치한 퀸스 극장(Queen's Theatre, 현재는 Sondheim Theatre)에서 주로 활동했고, 더블린 왕립극장(Theatre Royal)에도 종종 올랐다. 1976년 3월에 노엘 피어슨(Noel Pearson)이 제작한 《당신은 아직 아무것도 듣지 못했어(You Ain't Heard Nuttin' Yet)》가 더블린의 게이티 극장(Gaiety Theatre)에 올려졌을 때, 세실은 그 극에 출연하면서 자신이 작사작곡한 노래들을 불렀고, 그것이 선풍적인 인기를 끌었다. 당시 아이리시 타임스는 세실을 두고 씬스틸러("have stolen the show")라고 호평했다. 노엘은 더블린의 올림피아 극장(Olympia Theatre)의 전속 배우였고, 1974년 그 극장에서 무대와 관객 사이의 아치가 낡아 붕괴되었을 때는 극장 복구를 위한 후원금 모금 캠패인도 앞장 서서 이끌었다. 공사가 완료되자마자 올려진 1977년 3월의 첫 공연에 출연했다.
노엘은 판토마임을 포함해서 자신의 공연을 위한 재료를 직접 찾아 준비하고 각본을 짰다. 《백설공주와 일곱난장이》의 희극 버전을 준비해서 첫 공연을 올리기 3일 전, 디즈니에서 동명의 만화영화(1937)를 제작해 근처 극장에서 곧 상영할 것이라는 소식을 듣고는 바로 준비하던 것을 버리고 새로운 판토마임 《엄마 거위(Mother Goose)》를 준비해서 3일 뒤 공연을 했다. 아주 영리하게 말장난을 이용해 작품을 했고, 사람들은 그를 두고 "패러디의 왕"이라고 불렀다. 그의 패러디 중 많은 사람들이 기억하는 것은 노래 "나머지 사람들은 무시해요(Let The Rest of the World Go By)"가 들어 있는 것이었다. 세실은 유머러스한 노래들을 많이 만들었고, 그 중 가장 유명한 것은 "해니간의 파티"이다.
세실은 음악가 앤디 스튜어트(Andy Stewart)와 함께 스코틀랜드로 가서 투어공연을 했고, 영국 런던의 메트로폴 극장(Metropole Theatre)에서도 공연 했다.
세실은 게이티 극장에서 힐튼 에드워즈(Hilton Edwards)가 제작한, 브라이언 프리엘의 연극 《크리스탈과 여우(Crystal and Fox)》가 세계 최초로 공연될 때 페드로(Pedro)로 분하여 조연을 맡기도 했다. 아일랜드에서 제작된 몇 편의 영화, 《율리시스(Ulysses)》(1967), 《바이킹 퀸(The Viking Queen)》(1967), 영화 《갈등(Conflict)》(1973) 등에도 출연했다. 세실로는 좀 이색적인 역할을 맡은 적도 있는데, 1966년 더블린의 크로크 파크에서 아일랜드 독립운동을 기념하기 위해 공연된 야외극에서 그가 실존 인물이었던 아일랜드 공화당의 노동조합 지도자 제임스 라킨(James Larkin, 1876~1947)을 연기했을 때다.
존 밀링턴 싱의 《서구세계의 플레이보이》를 원작으로 각색한 뮤지컬 《더 하츠 어 원더(The Heart's A Wonder)》가 1978년 9월 리머릭스 크레센트 극장(Limerick's Crescent Theatre)에 올랐을 때 그 공연을 마지막으로 세실은 라이브 공연에 더 이상 출연하지 않았다.
세실 셰리던의 극본과 원고들은 아일랜드 공연기록의 중요한 일부로서 더블린시립도서관자료실(Dublin City Public Libraries and Archive)에 보관되어 있다.

## 같이 보기
- 세실 셰리단의 대표적 노래 "해니간의 파티(Hannigan's Hooley)"
- 노엘 셰리던